# Automobil-Weltmeisterschaft 1967
Die Automobil-Weltmeisterschaft 1967 war die 18. Saison der Automobil-Weltmeisterschaft, die heutzutage als Formel-1-Weltmeisterschaft bezeichnet wird. In ihrem Rahmen wurden über elf Rennen in der Zeit vom 2. Januar 1967 bis zum 22. Oktober 1967 die Fahrerweltmeisterschaft und der Internationale Pokal der Formel-1-Konstrukteure ausgetragen.
Der FIA-Ehrentitel Großer Preis von Europa wurde 1967 an den Großen Preis von Italien vergeben.
Denis Hulme gewann zum ersten und einzigen Mal die Fahrerweltmeisterschaft. Brabham wurde zum zweiten Mal Konstrukteursweltmeister.

## Rennberichte

### Großer Preis von Südafrika
| Platz | Fahrer          | Team            | Zeit        |
| ----- | --------------- | --------------- | ----------- |
| 1     | Pedro Rodríguez | Cooper-Maserati | 2:05:45,9   |
| 2     | John Love       | Cooper-Climax   | + 26,4 Sek. |
| 3     | John Surtees    | Honda           | + 1 Runde   |
| 4     | Denis Hulme     | Brabham-Repco   | + 2 Runden  |
| 5     | Bob Anderson    | Brabham-Climax  | + 2 Runden  |
| 6     | Jack Brabham    | Brabham-Repco   | + 4 Runden  |
| PP    | Jack Brabham    | Brabham-Repco   | 1:28,3 Min. |
| SR    | Denis Hulme     | Brabham-Repco   | 1:29,9 Min. |

Der Große Preis von Südafrika auf dem Kyalami Grand Prix Circuit fand am 2. Januar 1967 statt und ging über eine Distanz von 80 Runden à 4,094 km, was einer Gesamtdistanz von 327,520 km entspricht.
Den Start gewann Denis Hulme von der zweiten Position aus und führte das Feld bis zur 59. Runde an, als er seine Bremsen reparieren lassen musste. Dadurch gelangte zunächst John Love in einem privaten Cooper in Führung, die er aber sieben Runden vor Schluss an Pedro Rodríguez verlor, weil er nachtanken musste. Rodriguez gewann seinen ersten von zwei Grand Prix.

### Großer Preis von Monaco
| Platz | Fahrer          | Team            | Zeit        |
| ----- | --------------- | --------------- | ----------- |
| 1     | Denis Hulme     | Brabham-Repco   | 2:34:34,3   |
| 2     | Graham Hill     | Lotus-B.R.M.    | + 1 Runde   |
| 3     | Chris Amon      | Ferrari         | + 2 Runden  |
| 4     | Bruce McLaren   | McLaren-B.R.M.  | + 3 Runden  |
| 5     | Pedro Rodríguez | Cooper-Maserati | + 4 Runden  |
| 6     | Mike Spence     | B.R.M.          | + 4 Runden  |
| PP    | Jack Brabham    | Brabham-Repco   | 1:28,3 Min. |
| SR    | Jim Clark       | Lotus-B.R.M.    | 1:28,3 Min. |

Der Große Preis von Monaco auf dem Circuit de Monaco fand am 7. Mai 1967 statt und ging über eine Distanz von 100 Runden à 3,145 km, was einer Gesamtdistanz von 314,100 km entspricht.
Die ersten Runden wurden von Jackie Stewart bestimmt, bis sein Differenzial defekt war. Hulme übernahm die Führung. In der 82. Runde rammte Lorenzo Bandini an zweiter Stelle liegend die Streckenbegrenzung aus Strohballen. Beim Aufprall entzündete sich das auslaufende Benzin des Ferrari und griff schnell auf die Strohballen über. Zwar konnte Bandini nach drei Minuten aus dem Auto geborgen werden, allerdings erlag er am 10. Mai seinen schweren Verbrennungen. Hulme gewann seinen ersten Grand Prix. Die Distanz des GP von Monaco wurde ab 1968 wegen dieses Unfalls von 100 auf 80 Runden verkürzt.

### Großer Preis der Niederlande
| Platz | Fahrer              | Team                | Zeit         |
| ----- | ------------------- | ------------------- | ------------ |
| 1     | Jim Clark           | Lotus-Ford-Cosworth | 2:14:45,1    |
| 2     | Jack Brabham        | Brabham-Repco       | + 23,6 Sek.  |
| 3     | Denis Hulme         | Brabham-Repco       | + 25,7 Sek.  |
| 4     | Chris Amon          | Ferrari             | + 27,3 Sek.  |
| 5     | Mike Parkes         | Ferrari             | + 1 Runde    |
| 6     | Ludovico Scarfiotti | Ferrari             | + 1 Runde    |
| PP    | Graham Hill         | Lotus-Ford-Cosworth | 1:24,6 Min.  |
| SR    | Jim Clark           | Lotus-Ford-Cosworth | 1:28,08 Min. |

Der Große Preis der Niederlande auf dem Circuit Park Zandvoort fand am 4. Juni 1967 statt und ging über eine Distanz von 90 Runden à 4,185 km, was einer Gesamtdistanz von 376,650 km entspricht.
In diesem Rennen wurde erstmals der Cosworth-DFV-Motor eingesetzt, zunächst ausschließlich im Lotus 49. Jim Clark gewann mit diesem Wagen das Rennen, nachdem sein Teamkollege Hill in Führung liegend ausgeschieden war.

### Großer Preis von Belgien
| Platz | Fahrer         | Team                | Zeit          |
| ----- | -------------- | ------------------- | ------------- |
| 1     | Dan Gurney     | Eagle-Weslake       | 1:40:49,4     |
| 2     | Jackie Stewart | B.R.M.              | + 1:03,0 Min. |
| 3     | Chris Amon     | Ferrari             | + 1:40,0 Min. |
| 4     | Jochen Rindt   | Cooper-Maserati     | + 2:13,9 Min. |
| 5     | Mike Spence    | B.R.M.              | + 1 Runde     |
| 6     | Jim Clark      | Lotus-Ford-Cosworth | + 1 Runde     |
| PP    | Jim Clark      | Lotus-Ford-Cosworth | 3:28,1 Min.   |
| SR    | Dan Gurney     | Eagle-Weslake       | 3:31,9 Min.   |

Der Große Preis von Belgien auf dem Circuit de Spa-Francorchamps fand am 18. Juni 1967 statt und ging über eine Distanz von 28 Runden à 14,100 km, was einer Gesamtdistanz von 394,800 km entspricht.
Das Rennen wurde zunächst von Jim Clark angeführt. Als er einen Boxenstopp einlegen musste, übernahm Stewart die Führung, die er in der 20. Runde wegen Getriebeproblemen an Dan Gurney abgeben musste. Gurney gewann seinen einzigen Grand-Prix in dem von ihm konstruieren Eagle.
Mike Parkes hatte in der ersten Runde des Rennens einen schweren Unfall und musste seine Formel-1-Karriere wegen der erlittenen Beinverletzungen beenden.

### Großer Preis von Frankreich
| Platz | Fahrer          | Team                | Zeit        |
| ----- | --------------- | ------------------- | ----------- |
| 1     | Jack Brabham    | Brabham-Repco       | 2:34:34,3   |
| 2     | Denis Hulme     | Brabham-Repco       | + 49,5 Sek. |
| 3     | Jackie Stewart  | B.R.M.              | + 1 Runde   |
| 4     | Jo Siffert      | Cooper-Maserati     | + 3 Runden  |
| 5     | Chris Irwin     | B.R.M.              | + 4 Runden  |
| 6     | Pedro Rodríguez | Cooper-Maserati     | + 4 Runden  |
| PP    | Graham Hill     | Lotus-Ford-Cosworth | 1:36,2 Min. |
| SR    | Graham Hill     | Lotus-Ford-Cosworth | 1:36,7 Min. |

Der Große Preis von Frankreich fand am 2. Juli 1967 zum ersten Mal auf dem Circuit Bugatti statt. Es war gleichzeitig auch das bisher einzige Formel-1-Rennen auf dieser Strecke und ging über eine Distanz von 80 Runden à 4,442 km, was einer Gesamtdistanz von 355,360 km entspricht. 
Zunächst dominierten die Lotus-Fahrer Clark und Hill. Nach deren Ausscheiden fuhr Jack Brabham seinen ersten Saisonsieg heraus.

### Großer Preis von Großbritannien
| Platz | Fahrer          | Team                | Zeit        |
| ----- | --------------- | ------------------- | ----------- |
| 1     | Jim Clark       | Lotus-Ford-Cosworth | 1:59:25,6   |
| 2     | Denis Hulme     | Brabham-Repco       | + 12,8 Sek. |
| 3     | Chris Amon      | Ferrari             | + 16,6 Sek. |
| 4     | Jack Brabham    | Brabham-Repco       | + 21,8 Sek. |
| 5     | Pedro Rodríguez | Cooper-Maserati     | + 1 Runde   |
| 6     | John Surtees    | Honda               | + 2 Runden  |
| PP    | Jim Clark       | Lotus-Ford-Cosworth | 1:25,3 Min. |
| SR    | Denis Hulme     | Brabham-Repco       | 1:27,0 Min. |

Der Große Preis von Großbritannien auf dem Silverstone Circuit fand am 15. Juli 1967 statt und ging über eine Distanz von 80 Runden à 4,711 km, was einer Gesamtdistanz von 376,880 km entspricht.
Zunächst lieferten sich die beiden Lotus-Fahrer Hill und Clark ein Duell um die Spitze, das in der 54. Runde durch einen Boxenstopp Hills zugunsten von Clark entschieden wurde.

### Großer Preis von Deutschland
| Platz | Fahrer         | Team                | Zeit          |
| ----- | -------------- | ------------------- | ------------- |
| 1     | Denis Hulme    | Brabham-Repco       | 2:05:55,7     |
| 2     | Jack Brabham   | Brabham-Repco       | + 38,5 Sek.   |
| 3     | Chris Amon     | Ferrari             | + 39,0 Sek.   |
| 4     | John Surtees   | Honda               | + 2:25,7 Min. |
| 5     | Jackie Oliver  | Lotus-Ford-Cosworth | + 6:09,2 Min. |
| 6     | Joakim Bonnier | Cooper-Maserati     | + 8:42,1 Min. |
| PP    | Jim Clark      | Lotus-Ford-Cosworth | 8:04,1 Min.   |
| SR    | Dan Gurney     | Eagle-Weslake       | 8:15,1 Min.   |

Der Große Preis von Deutschland auf dem Nürburgring fand am 6. August 1967 statt und ging über eine Distanz von 15 Runden à 22,835 km, was einer Gesamtdistanz von 342,525 km entspricht.
Wie schon 1966 fuhren beim Großen Preis von Deutschland Formel-1- und Formel-2-Wagen gemeinsam auf der Strecke, aber in getrennter Wertung. Man wollte den Zuschauern auf der langen Strecke mehr Fahrzeuge präsentieren können und die zu erwartende hohe Ausfallquote kompensieren. In der Formel 1 führte Clark die ersten drei Runden, bis er ausfiel. Danach übernahm Gurney die Führung, die er in der 13. Runde an den Sieger Hulme durch eine gebrochene Antriebswelle verlor. Das Formel-2-Rennen gewann Jackie Oliver.

### Großer Preis von Kanada
| Platz | Fahrer       | Team                | Zeit          |
| ----- | ------------ | ------------------- | ------------- |
| 1     | Jack Brabham | Brabham-Repco       | 2:40:40,0     |
| 2     | Denis Hulme  | Brabham-Repco       | + 1:01,9 Min. |
| 3     | Dan Gurney   | Eagle-Weslake       | + 1 Runde     |
| 4     | Graham Hill  | Lotus-Ford-Cosworth | + 2 Runden    |
| 5     | Mike Spence  | B.R.M.              | + 3 Runden    |
| 6     | Chris Amon   | Ferrari             | + 3 Runden    |
| PP    | Jim Clark    | Lotus-Ford-Cosworth | 1:22,4 Min.   |
| SR    | Jim Clark    | Lotus-Ford-Cosworth | 1:23,1 Min.   |

Der Große Preis von Kanada auf dem Mosport Park fand am 27. August 1967 statt und ging über eine Distanz von 90 Runden à 3,956 km, was einer Gesamtdistanz von 356,040 km entspricht.
Alle Fahrer starteten auf Regenreifen. Zunächst lag Hulme in Führung, bis Clark zu ihm aufschloss und die Führung übernahm. In der 67. Runde drehte sich Clark jedoch und fiel zurück, Hulme holte sich an den Boxen ein neues Visier. Dadurch gelangte Brabham in Führung, die er bis ins Ziel hielt. 
Brabham war nach diesem Rennen vorzeitig Gewinner der Konstrukteursmeisterschaft. Es war die zweite (nach 1966) und letzte für das Team. In diesem GP fuhr auch der Kanadier Al Pease in einem Eagle-Climax mit, er kam mit 43 Runden Rückstand zwar ins Ziel, wurde aber nicht gewertet, weil er die meiste Zeit an der Box verbracht hatte.

### Großer Preis von Italien
| Platz | Fahrer       | Team                | Zeit         |
| ----- | ------------ | ------------------- | ------------ |
| 1     | John Surtees | Honda               | 1:43:45,0    |
| 2     | Jack Brabham | Brabham-Repco       | + 0,2 Sek.   |
| 3     | Jim Clark    | Lotus-Ford Cosworth | + 23,1 Sek.  |
| 4     | Jochen Rindt | Cooper-Maserati     | + 56,6 Sek.  |
| 5     | Mike Spence  | B.R.M.              | + 1 Runde    |
| 6     | Jacky Ickx   | Cooper-Maserati     | + 2 Runden   |
| PP    | Jim Clark    | Lotus-Ford-Cosworth | 1:28,50 Min. |
| SR    | Jim Clark    | Lotus-Ford-Cosworth | 1:28,50 Min. |

Der Große Preis von Italien auf dem Autodromo Nazionale di Monza fand am 10. September 1967 statt und ging über eine Distanz von 68 Runden à 5,750 km, was einer Gesamtdistanz von 391,000 km entspricht. Das Rennen trug auch den FIA-Ehrentitel Großer Preis von Europa.
Wie oft in Monza gab es auch 1967 zahlreiche Windschattenduelle um die Positionen. Gurney, Clark, Brabham, Hulme und Hill wechselten sich zunächst in der Führung ab, bis Hill die Oberhand zu gewinnen schien. In der 57. Runde hatte er jedoch Motorschaden. Dadurch ging zunächst Brabham und dann Clark in Führung. Als Clark in der letzten Runde der Treibstoff ausging, kam Surtees im Honda mit einem Vorsprung von 0,2 Sekunden vor Brabham ins Ziel.

### Großer Preis der USA
| Platz | Fahrer         | Team                | Zeit         |
| ----- | -------------- | ------------------- | ------------ |
| 1     | Jim Clark      | Lotus-Ford-Cosworth | 2:03:13,2    |
| 2     | Graham Hill    | Lotus-Ford-Cosworth | + 6,3 Sek.   |
| 3     | Denis Hulme    | Brabham-Repco       | + 1 Runde    |
| 4     | Jo Siffert     | Cooper-Maserati     | + 2 Runden   |
| 5     | Jack Brabham   | Brabham-Repco       | + 4 Runden   |
| 6     | Joakim Bonnier | Cooper-Maserati     | + 7 Runden   |
| PP    | Graham Hill    | Lotus-Ford-Cosworth | 1:05,48 Min. |
| SR    | Graham Hill    | Lotus-Ford-Cosworth | 1:06,00 Min. |

Der Große Preis der USA auf der Rennstrecke Watkins Glen International fand am 1. Oktober 1967 statt und ging über eine Distanz von 108 Runden à 3,701 km, was einer Gesamtdistanz von 399,708 km entspricht.
Im Rennen zeigten sich die Lotus 49 unter Clark und Hill überlegen. Clark siegte vor Hill, die beide eine ganze Runde Vorsprung vor dem Drittplatzierten hatten.

### Großer Preis von Mexiko
| Platz | Fahrer          | Team                | Zeit           |
| ----- | --------------- | ------------------- | -------------- |
| 1     | Jim Clark       | Lotus-Ford-Cosworth | 1:59:28,70     |
| 2     | Jack Brabham    | Brabham-Repco       | + 1:25,36 Min. |
| 3     | Denis Hulme     | Brabham-Repco       | + 1 Runde      |
| 4     | John Surtees    | Honda               | + 1 Runde      |
| 5     | Mike Spence     | B.R.M.              | + 2 Runden     |
| 6     | Pedro Rodríguez | Cooper-Maserati     | + 2 Runden     |
| PP    | Jim Clark       | Lotus-Ford-Cosworth | 1:47,56 Min.   |
| SR    | Jim Clark       | Lotus-Ford-Cosworth | 1:48,13 Min.   |

Der Große Preis von Mexiko auf der Rennstrecke Magdalena Mixhuca fand am 22. Oktober 1967 statt und ging über eine Distanz von 65 Runden à 5,000 km, was einer Gesamtdistanz von 325,000 km entspricht.
Vor dem Rennen hatten noch Hulme (47 Punkte) und Brabham (42 Punkte) die Möglichkeit, die Fahrerweltmeisterschaft zu gewinnen. Das Rennen gewann Jim Clark mit einem Start-Ziel-Sieg vor Jack Brabham, dem es aber nicht gelang, seinen Teamkollegen Hulme, der Dritter wurde, noch vom ersten Platz der Fahrerwertung zu verdrängen. So gewann Denis Hulme seinen einzigen Weltmeistertitel.

## Weltmeisterschaftswertungen

### Fahrerwertung
Für die Fahrerweltmeisterschaft 1967 galten folgende Regeln der Punkteverteilung:
| Platz 1 | 9 Punkte |
| Platz 2 | 6 Punkte |
| Platz 3 | 4 Punkte |
| Platz 4 | 3 Punkte |
| Platz 5 | 2 Punkte |
| Platz 6 | 1 Punkt  |

Die besten fünf Ergebnisse der ersten sechs und die besten vier der restlichen fünf Rennen zählten zur Meisterschaft.
| Pos.    | Fahrer               | Konstrukteur |         |         |         |         |         |         |         |         |         |         |         | Punkte  |
| 01.     | Denis Hulme          | Brabham      | 4       | 0001000 | 3       | DNF     | 2       | 2       | 0001000 | 2       | DNF     | 3       | 3       | 51      |
| 02.     | Jack Brabham         | Brabham      | 6       | DNF     | 2       | DNF     | 0001000 | 4       | 2       | 0001000 | 2       | 5       | 2       | 46 (48) |
| 03.     | Jim Clark            | Lotus        | DNF     | DNF     | 0001000 | 6       | DNF     | 0001000 | DNF     | DNF     | 3       | 0001000 | 0001000 | 41      |
| 04.     | John Surtees         | Honda        | 3       | DNF     | DNF     | DNF     |         | 6       | 4       |         | 0001000 | DNF     | 4       | 20      |
| 05.     | Chris Amon           | Ferrari      |         | 3       | 4       | 3       | DNF     | 3       | 3       | 6       | 7       | DNF     | 9       | 20      |
| 06.     | Pedro Rodriguez      | Cooper       | 0001000 | 5       | DNF     | 9       | 6       | 5       | 11      |         |         |         | 6       | 15      |
| 07.     | Graham Hill          | Lotus        | DNF     | 2       | DNF     | DNF     | DNF     | DNF     | DNF     | 4       | DNF     | 2       | DNF     | 15      |
| 08.     | Dan Gurney           | Eagle        | DNF     | DNF     | DNF     | 0001000 | DNF     | DNF     | DNF     | 3       | DNF     | DNF     | DNF     | 13      |
| 09.     | Jackie Stewart       | B.R.M.       | DNF     | DNF     | DNF     | 2       | 3       | DNF     | DNF     | DNF     | DNF     | DNF     | DNF     | 10      |
| 10.     | Mike Spence          | B.R.M.       | DNF     | 6       | 8       | 5       | DNF     | DNF     | DNF     | 5       | 5       | DNF     | 5       | 9       |
| 11.     | John Love            | Cooper       | 2       |         |         |         |         |         |         |         |         |         |         | 6       |
| 12.     | Joseph Siffert       | Cooper       | DNF     | DNF     | 10      | 7       | 4       | DNF     | DNC     | DNS     | DNF     | 4       | 12      | 6       |
| 13.     | Jochen Rindt         | Cooper       | DNF     | DNF     | DNF     | 4       | DNF     | DNF     | DNF     | DNF     | 4       | DNF     |         | 6       |
| 14.     | Joakim Bonnier       | Cooper       | DNF     |         |         | DNF     |         | DNF     | 6       | 8       | DNF     | 6       | 10      | 3       |
| 15.     | Bruce McLaren        | McLaren      |         | 4       | DNF     |         |         |         |         | 7       | DNF     | DNF     | DNF     | 3       |
| 15.     | Bruce McLaren        | Eagle        |         |         |         |         | DNF     | DNF     | DNF     |         |         |         |         | 3       |
| 16.     | Bob Anderson         | Brabham      | 5       | DNQ     | 9       | 8       | DNF     | DNF     |         |         |         |         |         | 2       |
| 17.     | Mike Parkes          | Ferrari      |         |         | 5       | DNF     |         |         |         |         |         |         |         | 2       |
| 18.     | Chris Irwin          | Lotus        |         |         | 7       |         |         |         |         |         |         |         |         | 2       |
| 18.     | Chris Irwin          | B.R.M.       |         |         |         | DNF     | 5       | 7       | 9       | DNF     | DNF     | DNF     | DNF     | 2       |
| 19.     | Guy Ligier           | Cooper       |         |         |         | 10      | DNC     | 10      |         |         |         |         |         | 1       |
| 19.     | Guy Ligier           | Brabham      |         |         |         |         |         |         | 8       |         | DNF     | DNF     | 11      | 1       |
| 20.     | Ludovico Scarfiotti  | Ferrari      |         |         | 6       | DNC     |         |         |         |         |         |         |         | 1       |
| 20.     | Ludovico Scarfiotti  | Eagle        |         |         |         |         |         |         |         |         | DNF     |         |         | 1       |
| 21.     | Jacky Ickx           | Matra        |         |         |         |         |         |         | DNF     |         |         |         |         | 1       |
| 21.     | Jacky Ickx           | Cooper       |         |         |         |         |         |         |         |         | 6       | DNF     |         | 1       |
|         | Jean-Pierre Beltoise | Matra        |         | DNQ     |         |         |         |         |         |         |         | 7       | 7       | 0       |
|         | Jackie Oliver        | Lotus        |         |         |         |         |         |         | 5       |         |         |         |         | 0       |
|         | Alan Rees            | Cooper       |         |         |         |         |         | 9       |         |         |         |         |         | 0       |
| Brabham | Alan Rees            |              |         |         |         |         |         | 7       |         |         |         |         |         | 0       |
|         | David Hobbs          | B.R.M.       |         |         |         |         |         | 8       |         | 9       |         |         |         | 0       |
| Lola    | David Hobbs          |              |         |         |         |         |         | 10      |         |         |         |         |         | 0       |
|         | Jonathan Williams    | Ferrari      |         |         |         |         |         |         |         |         |         |         | 8       | 0       |
|         | Richard Attwood      | Cooper       |         |         |         |         |         |         |         | 10      |         |         |         | 0       |
|         | Mike Fisher          | Lotus        |         |         |         |         |         |         |         | 11      |         |         | DNS     | 0       |
|         | Dave Charlton        | Brabham      | DNC     |         |         |         |         |         |         |         |         |         |         | 0       |
|         | Luki Botha           | Brabham      | DNC     |         |         |         |         |         |         |         |         |         |         | 0       |
|         | Brian Hart           | Protos       |         |         |         |         |         |         | DNC     |         |         |         |         | 0       |
|         | Al Pease             | Eagle        |         |         |         |         |         |         |         | DNC     |         |         |         | 0       |
|         | Piers Courage        | Lotus        | DNF     |         |         |         |         |         |         |         |         |         |         | 0       |
|         | Piers Courage        | B.R.M.       |         | DNF     |         |         |         | DNS     |         |         |         |         |         | 0       |
|         | Moises Solana        | Lotus        |         |         |         |         |         |         |         |         |         | DNF     | DNF     | 0       |
|         | Sam Tingle           | LDS          | DNF     |         |         |         |         |         |         |         |         |         |         | 0       |
|         | Lorenzo Bandini      | Ferrari      |         | DNF     |         |         |         |         |         |         |         |         |         | 0       |
|         | Johnny Servoz-Gavin  | Matra        |         | DNF     |         |         |         |         |         |         |         |         |         | 0       |
|         | Silvio Moser         | Cooper       |         |         |         |         |         | DNF     |         |         |         |         |         | 0       |
|         | Hubert Hahne         | Lola         |         |         |         |         |         |         | DNF     |         |         |         |         | 0       |
|         | Kurt Ahrens          | Protos       |         |         |         |         |         |         | DNF     |         |         |         |         | 0       |
|         | Jo Schlesser         | Matra        |         |         |         |         |         |         | DNF     |         |         |         |         | 0       |
|         | Gerhard Mitter       | Brabham      |         |         |         |         |         |         | DNF     |         |         |         |         | 0       |
|         | Eppie Wietzes        | Lotus        |         |         |         |         |         |         |         | DNF     |         |         |         | 0       |
|         | Giancarlo Baghetti   | Lotus        |         |         |         |         |         |         |         |         | DNF     |         |         | 0       |
|         | Brian Redman         | Lola         |         |         |         |         |         |         | DNS     |         |         |         |         | 0       |
|         | Richie Ginther       | Eagle        |         | DNQ     |         |         |         |         |         |         |         |         |         | 0       |
|         | Tom Jones            | Cooper       |         |         |         |         |         |         |         | DNQ     |         |         |         | 0       |

### Konstrukteurswertung
- Die besten fünf Ergebnisse der ersten sechs und die besten vier der restlichen fünf Rennen zählten zur Meisterschaft.
- Streichresultate in Klammern

| Pos. | Konstrukteur       | Fahrer          |         |         |         |         |         |         |         |         |         |         |         | Punkte  |
| 01.  | Brabham-Repco      | Jack Brabham    |         |         | 6       |         | 0009000 |         |         | 0009000 | 6       |         | 6       | 63 (67) |
| 01.  | Brabham-Repco      | Denis Hulme     | 3       | 0009000 |         |         |         | 6       | 0009000 |         |         | (4)     |         | 63 (67) |
| 02.  | Lotus-Cosworth DFV | Jim Clark       |         |         | 0009000 | 1       |         | 0009000 |         |         | 4       | 0009000 | 0009000 | 44      |
| 02.  | Lotus-Cosworth DFV | Graham Hill     |         |         |         |         |         |         |         | 3       |         |         |         | 44      |
| 03.  | Cooper-Maserati    | Pedro Rodriguez | 0009000 | 2       |         |         |         | 2       |         |         |         |         | 1       | 28      |
| 03.  | Cooper-Maserati    | Jochen Rindt    |         |         |         | 3       |         |         |         |         | 3       |         |         | 28      |
| 03.  | Cooper-Maserati    | Joseph Siffert  |         |         |         |         | 3       |         |         |         |         | 3       |         | 28      |
| 03.  | Cooper-Maserati    | Joakim Bonnier  |         |         |         |         |         |         | 2       |         |         |         |         | 28      |
| 04.  | Honda              | John Surtees    | 4       |         |         |         |         | 1       | 3       |         | 0009000 |         | 3       | 20      |
| 05.  | Ferrari            | Chris Amon      |         | 4       | 3       | 4       |         | 4       | 4       | 1       |         |         |         | 20      |
| 06.  | B.R.M.             | Jackie Stewart  |         |         |         | 6       | 4       |         |         |         |         |         |         | 17      |
| 06.  | B.R.M.             | Mike Spence     |         | 1       |         |         |         |         |         | 2       | 2       |         | 2       | 17      |
| 07.  | Eagle-Weslake      | Dan Gurney      |         |         |         | 0009000 |         |         |         | 4       |         |         |         | 13      |
| 08.  | Cooper-Climax      | John Love       | 6       |         |         |         |         |         |         |         |         |         |         | 6       |
| 09.  | Lotus-B.R.M.       | Graham Hill     |         | 6       |         |         |         |         |         |         |         |         |         | 6       |
| 10.  | McLaren-B.R.M.     | Bruce McLaren   |         | 3       |         |         |         |         |         |         |         |         |         | 3       |
| 11.  | Brabham-Climax     | Bob Anderson    | 2       |         |         |         |         |         |         |         |         |         |         | 2       |

## Südafrikanische Formel-1-Meisterschaft
1967 wurde die achte Südafrikanische Formel-1-Meisterschaft ausgetragen. Sie bestand aus zwölf Rennen, die vom 7. Januar 1967 bis zum 3. Dezember 1967 auf Rennstrecken in Südafrika, Rhodesien und Mosambik ausgetragen wurden. Fahrer, die in der Formel-1-Weltmeisterschaft antraten, beteiligten sich an diesen Rennen im Regelfall nicht. Eine Ausnahme war Bob Anderson. Meister wurde der rhodesische Rennfahrer John Love, der neun Rennen gewann.

## Rennen ohne Meisterschaftsstatus
Neben den elf Weltmeisterschaftsläufen fanden 1967 sechs Formel-1-Rennen statt, die nicht zur Weltmeisterschaft oder zu einer anderen Meisterschaft zählten.

### Race of Champions
| Platz | Fahrer          | Team            | Zeit      |
| ----- | --------------- | --------------- | --------- |
| 1     | Dan Gurney      | Eagle-Weslake   | 1:04:30,6 |
| 2     | Lorenzo Bandini | Ferrari         | 1:04:31,0 |
| 3     | Jo Siffert      | Cooper-Maserati |           |
| PP    | Dan Gurney      | Eagle-Weslake   |           |
| SR    | Jack Brabham    | Brabham-Repco   | 1:34,4    |

Das II. Race of Champions fand am 12. März 1967 auf dem Brands Hatch Circuit statt. Es war das erste europäische Formel-1-Rennen des Jahres. Die Streckenlänge betrug 4265 Meter. Es wurden zwei Läufe zu je zehn Runden gefahren, gefolgt von einem Abschlusslauf mit 40 Runden. Die Gesamtdistanz belief sich damit auf 170,6 km. Die Startaufstellung für den ersten Lauf wurde in einem Qualifikationstraining ermittelt, die des zweiten Laufs entsprach der Reihenfolge der Zielankünfte im ersten Lauf. Die Ergebnisse des zweiten Laufs wurden für die Startaufstellung des Finales zugrunde gelegt. Dan Gurney gewann alle drei Läufe, Lorenzo Bandini wurde Zweiter. Das Race of Champions war das letzte Formel-1-Rennen, das der Italiener, der zwei Monate später beim Großen Preis von Monaco tödlich verunglückt, beendete.

### Daily Express Spring Cup
| Platz | Fahrer                   | Team          | Zeit    |
| ----- | ------------------------ | ------------- | ------- |
| 1     | Jack Brabham             | Brabham-Repco | 47:21,4 |
| 2     | Denis Hulme              | Brabham-Repco | 47:21,8 |
| 3     | John Surtees             | Honda         |         |
| PP    | Denis Hulme              | Brabham-Repco |         |
| SR    | Jack Brabham Denis Hulme | Brabham-Repco | 1:33,4  |

Der I. Daily Express Spring Cup wurde am 15. April 1967 in Oulton Park abgehalten. Die Länge des Kurses betrug 4,442 km. Es wurden zwei Läufe zu je zehn Runden gefahren, dem schloss sich das Finale an, das über 30 Runden ging. Die Gesamtdistanz des Rennens betrug 220 km. Die britischen Formel-1-Werksteams traten zu diesem Rennen jeweils mit mindestens einem Fahrer an, die Scuderia Ferrari hingegen nahm an der Veranstaltung nicht teil. Den ersten und den zweiten Lauf des Rennens gewann Denis Hulme im Werks-Brabham, im Finale siegte Hulmes Teamchef Jack Brabham. 

### BRDC International Trophy
| Platz | Fahrer         | Team            | Zeit      |
| ----- | -------------- | --------------- | --------- |
| 1     | Mike Parkes    | Ferrari         | 1:19.39,2 |
| 2     | Jack Brabham   | Brabham-Repco   | 1:19.56,8 |
| 3     | Jo Siffert     | Cooper-Maserati |           |
| PP    | Jackie Stewart | BRM             | 1.27,8    |
| SR    | Graham Hill    | Lotus-BRM       | 1.30,0    |

Die XIX. BRDC International Trophy fand am 29. April 1967 auf dem britischen Silverstone Circuit statt. Das Rennen ging über 52 Runden zu je 4,711 km. Die Gesamtlänge des Rennens betrug damit 244,9 km. Das Rennen gewann der Brite Mike Parkes für Ferrari. Sein Vorsprung auf den zweitplatzierten Brabham betrug mehr als eine Drittelrunde. Es war Parkes' einziges Formel-1-Rennen, das er in seinem Heimatland bestritt.

### Gran Premio di Siracusa
| Platz | Fahrer              | Team            | Zeit      |
| ----- | ------------------- | --------------- | --------- |
| 1     | Mike Parkes         | Ferrari         | 1:40.58,4 |
| 1     | Ludovico Scarfiotti | Ferrari         | 1:40.58,4 |
| 3     | Jo Siffert          | Cooper-Maserati | +2 Runden |
| PP    | Mike Parkes         | Ferrari         | 1.41,6    |
| SR    | Ludovico Scarfiotti | Ferrari         | 1.41,0    |

Der XVI. Gran Premio di Siracusa wurde am 21. Mai 1967 in der sizilianischen Stadt Syrakus auf dem Circuito di Siracusa abgehalten. Es ging über 56 Runden zu je 5,612 km (Gesamtdistanz: 314,379 km). An dem Rennen nahmen nur acht Fahrer teil, die britischen Formel-1-Teams waren mit Ausnahme von Cooper werksseitig nicht vertreten. Bob Anderson, David Hobbs, Guy Ligier und André Wicky waren zwar gemeldet, traten aber zum Rennen nicht an. Jo Schlesser erschien zum Training, beschädigte aber im Qualifying sein Auto so stark, dass er am Rennen nicht teilnehmen konnte. Die Ferrari-Piloten Parkes und Scarfiotti erreichten das Ziel jeweils nach 1:40.58,4. Beide wurden als Sieger gewertet; der zweite Platz wurde nicht vergeben. Chris Irwin belegte in Reg Parnells privatem Lotus-BRM den vierten Platz.

### International Gold Cup
| Platz | Fahrer         | Team          | Zeit      |
| ----- | -------------- | ------------- | --------- |
| 1     | Jack Brabham   | Brabham-Repco | 1:10.07,0 |
| 2     | Jackie Stewart | Matra-Ford    | 1:10.12,4 |
| 3     | Graham Hill    | Lotus-Ford    | 1:10.54,4 |
| PP    | Jack Brabham   | Brabham-Repco | 1.31,6    |
| SR    | Jack Brabham   | Brabham-Repco | 1.31,6    |

Der XIV. International Gold Cup wurde am 16. September 1967 in Oulton Park abgehalten. Es ging über 45 Runden zu je 4,444 km (Gesamtdistanz: 199,975 km). Alle britischen Werksteams waren gemeldet, die Scuderia Ferrari fehlte hingegen. Der Gold Cup war das erste Formel-1-Rennen, bei dem die Tyrrell Racing Organisation an den Start ging, die bislang die Formel-2-Einsätze von BRM geleitet hatte. Sie setzte in Oulton Park vier Matra-Chassis mit Ford-Cosworth-Motoren ein. Tyrrell nutzte das Rennen als Vorbereitung für das Engagement bei den Weltmeisterschaftsläufen der kommenden Saison. Spitzenfahrer des Teams war Jackie Stewart, der in dem von Jack Brabham dominierten Rennen mit vier Sekunden Rückstand auf den Sieger als Zweiter ins Ziel kam. 

### Großer Preis von Spanien
| Platz | Fahrer       | Team          | Zeit      |
| ----- | ------------ | ------------- | --------- |
| 1     | Jim Clark    | Lotus-Ford    | 1:31.10,4 |
| 2     | Graham Hill  | Lotus-Ford    | 1:31.25,6 |
| 3     | Jack Brabham | Brabham-Repco | 60 Runden |
| PP    | Jim Clark    | Lotus-Ford    | 1.28,2    |
| SR    | Jim Clark    | Lotus-Ford    | 1.28,8    |

Der XIII. Große Preis von Spanien war das letzte Formel-1-Rennen des Jahres 1967. Er wurde am 12. November 1967 auf dem Circuito del Jarama abgehalten. Das Rennen ging über 90 Runden zu je 3,404 km (Gesamtlänge: 306,36 km). Es war das erste Formel-1-Rennen in Spanien seit 1954. Das Rennen diente der Vorbereitung auf den spanischen Großen Preis des Folgejahres, der nach dem erfolgreichen Neustart 1967 wieder ein Weltmeisterschaftslauf war. Das Rennen 1967 wurde von den Fahrern des Teams Lotus dominiert.

## Kurzmeldungen Formel 1
- Der Ford-Cosworth-Motor feiert beim Grand Prix der Niederlande mit einem Sieg von Jim Clark seine Premiere.
- Lorenzo Bandini stirbt nach einem Feuerunfall in Monaco.
- Bob Anderson kommt am 14. August bei Formel-1-Testfahrten in Silverstone ums Leben.
- Georges Berger kommt am 23. August beim Marathon de la Route auf dem Nürburgring ums Leben.
- Der Nürburgring wird 40 Jahre alt.
- Beim Grand Prix von Syrakus gibt es zwei Sieger: Die beiden Ferraris von Mike Parkes und Ludovico Scarfiotti kommen gleichzeitig ins Ziel.
- Denis Hulme wird Weltmeister mit lediglich zwei Siegen, außerdem hatte er kein einziges Mal die Pole-Position inne – etwas, was ihm bislang nur Keke Rosberg in der Formel-1-Saison 1982 nachmachen konnte.